# Thomas Strangways Horner
Thomas Strangways Horner (né Thomas Horner) (1688-1742), de Mells, Somerset et Melbury, Dorset, est un propriétaire terrien britannique et un homme politique conservateur qui siège à la Chambre des communes entre 1713 et 1741.

## Biographie

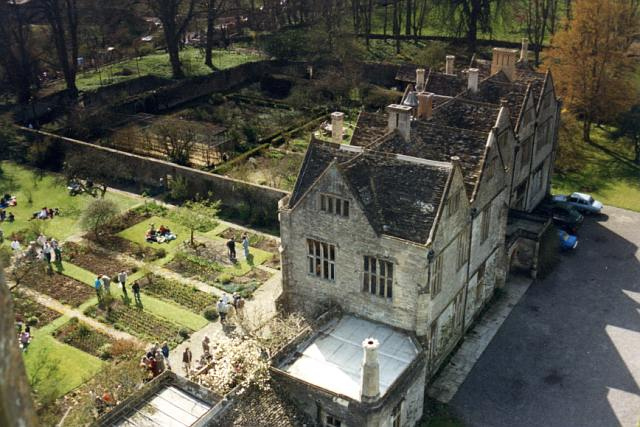
Manoir Mells

Il est baptisé le 3 juillet 1688, le deuxième, mais le fils aîné survivant de George Horner, député de Mells, Somerset et de son épouse Elizabeth Fortescue, fille de Robert Fortescue de Filleigh, Devon. Il s'inscrit au Trinity College d'Oxford le 14 mai 1705, à l'âge de 17 ans. En 1708, il succède à son père au manoir Mells. 
Il épouse Susanna Strangeways, fille de Thomas Strangways de Melbury House, Dorset en 1713 . 
Horner est haut shérif de Somerset pour les années 1711 à 1712. En 1713, il devient homme libre de Bath. Aux élections générales britanniques de 1713, il est élu sans opposition en tant que député conservateur du Somerset. il n'a laissé aucune marque sur les travaux de la Chambre des communes. 
Aux élections générales de 1715, il est réélu après scrutin en tant que député conservateur de Wells. Peu de temps après, il échappe à l'arrestation à la découverte des plans jacobites de William Wyndham pour détrôner le roi George I. Il conserve son siège à temps pour voter contre le projet de loi septennal, avant d'être destitué sur pétition le 30 mai 1716. Il est réélu après scrutin le 27 juin 1716, mais est invalidé sur pétition le 12 avril 1717 . 

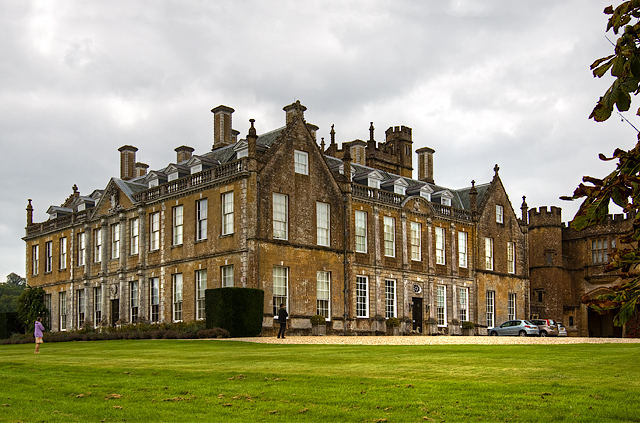
Melbury House

Il quitte le manoir Mells dans le village en 1724 et charge Nathaniel Ireson de construire Park House dans le parc Mells . En 1726, l'épouse de Horner hérite du domaine Strangways, dans le Dorset, de Melbury House et il prend le nom supplémentaire de Strangways. En 1729, elle hérite des domaines Strangways à la mort de sa sœur Elizabeth, duchesse de Hamilton . 
Aux élections générales britanniques de 1727, Horner est réélu sans opposition comme député de Somerset. Il a toujours voté contre le gouvernement. Il est réélu sans opposition aux élections générales britanniques de 1734 et ne se présente pas en 1741. 
En 1736, la femme de Horner a arrangé un mariage clandestin entre leur fille unique Elizabeth, alors âgée de 13 ans, et Stephen Fox, qui était le frère de son amant Henry Fox. Horner s'est fortement opposé au mariage, non seulement en raison de l'âge de la mariée, mais aussi en raison des idées politiques whig du marié. Ses deux fils meurent avant lui, et à sa mort, le 19 novembre 1742, ses domaines du Somerset passent à son frère cadet tandis que sa fille ne reçoit que les 7 500 £ auxquels elle a droit en vertu du contrat de mariage de ses parents. Cependant, lorsque sa mère meurt en 1758, Elizabeth hérite des propriétés du Dorset de la famille Strangways.